# 端書
| ウィキペディアには「端書」という見出しの百科事典記事はありません（タイトルに「端書」を含むページの一覧/「端書」で始まるページの一覧）。 代わりにウィクショナリーのページ「端書」が役に立つかもしれません。 |